# Jako (Unternehmen)

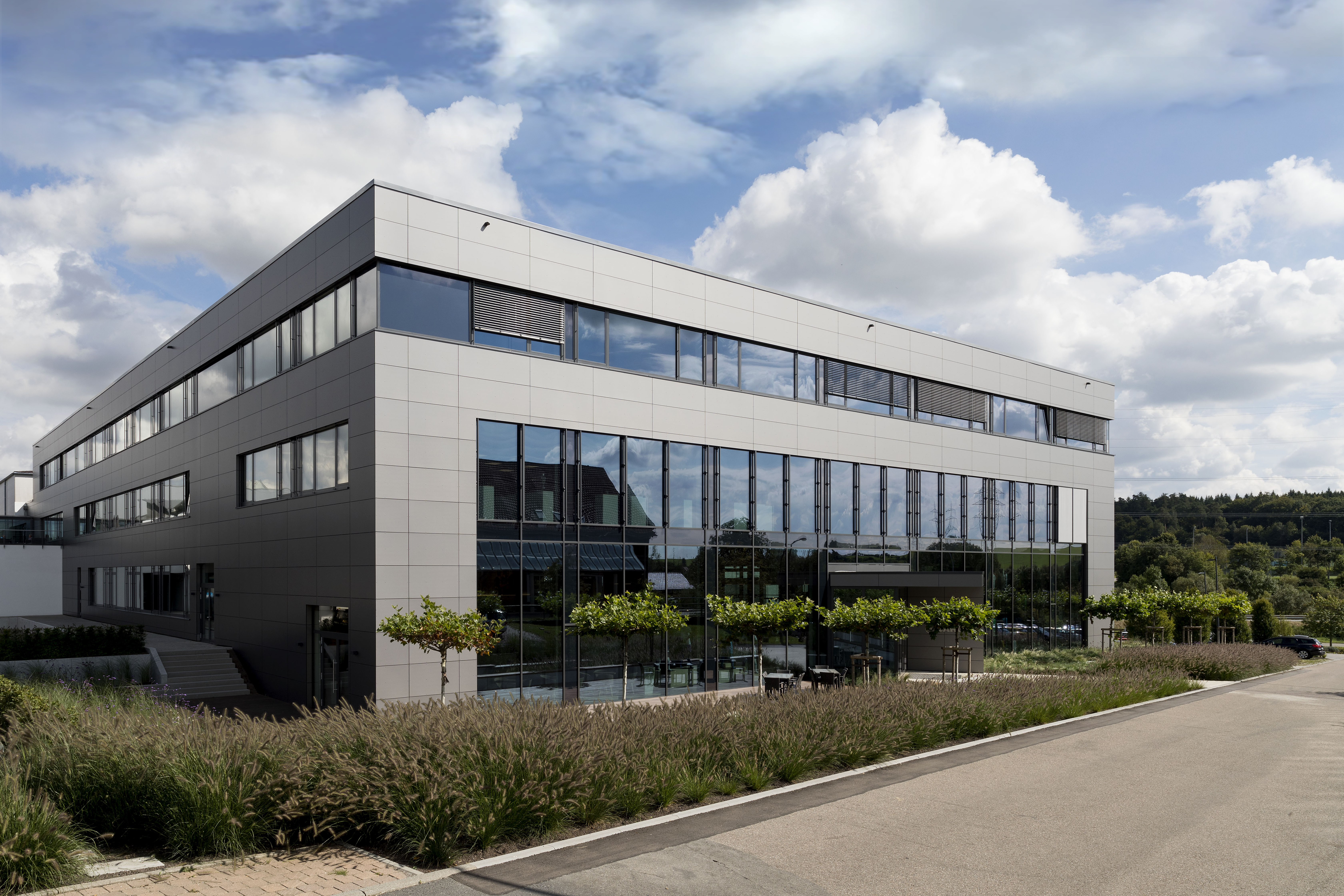
Das JAKO Teamcenter, die 2016 erbaute Firmenzentrale in Hollenbach

Früheres Logo

Die Jako AG (Eigenschreibweise JAKO) ist ein deutsches Produzierendes Unternehmen für Textilbekleidung, das sich auf die Herstellung von Teamsportbekleidung spezialisiert hat.
Unternehmenssitz ist Hollenbach, einem Ortsteil der Gemeinde Mulfingen im baden-württembergischen Hohenlohekreis.
Namengebender Ursprung für das Unternehmen sind die Flüsse Jagst und Kocher, zwischen denen der Gründungsort der JAKO AG Stachenhausen liegt und diesen nach benannt ist.

## Unternehmensgeschichte
Jako wurde am 1. November 1989 in einer Stachenhausener Garage von Rudi Sprügel gegründet. Ziel der Unternehmung war es, alle Fußballvereine zwischen den namensgebenden Flüssen Jagst und Kocher auszustatten. Die Idee kam Sprügel, der selbst in einem Sportgeschäft arbeitete, um den mangelnden Service und langen Lieferzeiten größerer Marken die ihm aufgefallen waren etwas entgegenzubieten.
Jako wirtschaftete zu Beginn seiner Geschäftstätigkeit deutlich besser, als es Sprügel erwartet hatte. Im ersten Jahr übertraf seine Firma den Planumsatz um 300 %. Es folgten weitere Jahre starken Wachstums, 1994 setzte das Unternehmen bereits zweistellige Millionenbeträge um. Pünktlich zum zehnjährigen Firmenjubiläum konnte das Unternehmen seinen ersten großen Erfolg im Sponsoring vermelden: Der SC Freiburg lief fortan in Jako-Trikots auf – als erster Verein in der höchsten deutschen Fußball-Liga. 2014 war Jako Partner von mehr als 100.000 Vereinen aus dem Amateur- und Profibereich in verschiedenen Sportarten. Seit 2008 steht ein blaues Logo das vorangestellt neben der Wortmarke JAKO zwei blaue Balken in einem Kreis zeigt für die Marke JAKO, diese Elemente symbolisieren die Flüsse Jagst und Kocher.
Im April 2016 befand sich ein neues Logistik- und Verwaltungszentrum in Bau. Mit Bayer Leverkusen trug ab Sommer 2016 zum ersten Mal eine Spitzenmannschaft der Bundesliga und regelmäßiger Teilnehmer an internationalen Wettbewerben Bekleidung von Jako. Die Zeitung Handelsblatt titelte: „JAKO – vom Mittelstand in die Champions League“. 2018 erzielte Jako zum ersten Mal 100 Millionen Euro Jahresumsatz. Seit der Saison 2019/20 stattet das Unternehmen auch den VfB Stuttgart aus. 2022 stieg Jako zudem als Investor beim VfB ein. Für zunächst 1,16 % der Anteile an der ausgegliederten Profiabteilung des VfB zahlte das Unternehmen ungefähr vier Millionen Euro.

## Philosophie
Jako versteht sich als Spezialist für Teamsportausrüstung, als Markenclaim wählte das Unternehmen im Jahr 2015 deshalb „We are Team“. Jako führt heute mehr als 300 Artikel und mehr als 30.000 mögliche Varianten an Sportbekleidung.

## Engagement
Das Unternehmen ist Mitglied bei amfori und im Bündnis für nachhaltige Textilien. In diesem Rahmen engagiert sich Jako gemeinsam mit anderen Unternehmen, Verbänden und politischen Organisationen für eine Verbesserung der sozialen und ökologischen Standards in der Textilproduktion. Durch eine hauseigene Solaranlage produziert das Unternehmen mehr grüne Energie, als es für den Eigenbedarf benötigt.

## Produkte
Der Fokus in der Produktpalette von Jako liegt auf der Sportart Fußball. Das Unternehmen vertreibt in mehrere sogenannte Teamlines aufgeteilte Kollektionen, die aus Trainingsanzügen, Kapuzenjacken, T-Shirts und weiterer funktioneller Trainingsbekleidung bestehen. Auch Hartwaren wie geklebte, hand- und maschinengenähte Bälle, Torwarthandschuhe sowie Schienbeinschoner gehören zum Sortiment, unter anderem stellt Jako die offiziellen Spielbälle der englischen National League her. In der Kollektion Indoor fasst Jako Teamsportausrüstung für die Sportarten Hand-, Volley- und Basketball zusammen. Eine Running-Kollektion komplettiert die Ausrüstung für Training und Wettbewerb. Charakteristisch für Jako-Produkte ist seit 2014 das Design-Element Jako-Dots, die Punkte sollen in Verbindung mit dem Markenlogo einen Wiedererkennungswert sicherstellen. Den kleineren Teil der Produktpalette macht sportliche Freizeitkleidung aus. Unter dem Kollektionsnamen Basic produziert Jako T-Shirts, Polos und Jacken für den alltäglichen Gebrauch abseits des Sportfeldes. In jüngerer Vergangenheit hat Jako seine Produktpalette um die Freizeitkollektion Jako-Premium erweitert.

## Sponsoring

SC Freiburg, Bundesliga, 1999

Das Unternehmen ist Ausstatter einiger namhafter Mannschaften verschiedener Sportarten. Die Tabelle zeigt eine Auswahl der verschiedenen Sponsoringaktivitäten geordnet nach Land, Sportart, Verein und Sponsoringzeit. Die Liste ist wahrscheinlich nicht vollständig.

### Aktuelles Sponsoring
| Land           | Sportart   | Verein                            | Sponsoringzeit |
| -------------- | ---------- | --------------------------------- | -------------- |
| Deutschland    | Fußball    | 1. FFC Turbine Potsdam            | seit 2005      |
| Österreich     | Fußball    | SCR Altach                        | seit 2007      |
| Niederlande    | Fußball    | SC Heerenveen                     | seit 2008      |
| Deutschland    | Eishockey  | Augsburger Panther                | seit 2014      |
| Nordmazedonien | Fußball    | Nationalmannschaft Nordmazedonien | seit 2014      |
| Belgien        | Fußball    | Royal Antwerpen                   | seit 2016      |
| Belarus        | Fußball    | FK Schachzjor Salihorsk           | seit 2016      |
| Moldau         | Fußball    | Nationalmannschaft Moldau         | seit 2016      |
| Deutschland    | Fußball    | Rot-Weiss Essen                   | seit 2017      |
| Deutschland    | Fußball    | FC Würzburger Kickers             | seit 2017      |
| Russland       | Fußball    | Baltika Kaliningrad               | seit 2017      |
| Russland       | Fußball    | Rubin Kasan                       | seit 2018      |
| Deutschland    | Basketball | Bayer Giants Leverkusen           | seit 2019      |
| Deutschland    | Fußball    | VfB Stuttgart                     | seit 2019      |
| Deutschland    | Fußball    | SC Preußen Münster                | seit 2019      |
|                |            |                                   |                |
| Schweiz        | Turnen     | Schweizerischer Turnverband       | seit 2020      |
| Deutschland    | Fußball    | 1. FSV Mainz 05                   | seit 2023      |
| Deutschland    | Fußball    | Dynamo Dresden                    | seit 2024      |

### Ehemaliges Sponsoring
| Land        | Sportart | Verein                 | Sponsoringzeit |
| ----------- | -------- | ---------------------- | -------------- |
| Deutschland | Fußball  | SC Freiburg            | 1999–2009      |
| Deutschland | Fußball  | Hansa Rostock          | 2000–2006      |
| Deutschland | Fußball  | Eintracht Braunschweig | 2002–2007      |
| Deutschland | Fußball  | Eintracht Frankfurt    | 2003–2014      |
| Deutschland | Fußball  | Greuther Fürth         | 2007–2013      |
| Deutschland | Fußball  | Dynamo Dresden         | 2008–2011      |
| Deutschland | Fußball  | FC Augsburg            | 2010–2014      |
| Schweiz     | Fußball  | FC St. Gallen          | 2011–2023      |
| Deutschland | Fußball  | SV Darmstadt 98        | 2015–2018      |
| Deutschland | Fußball  | Hannover 96            | 2015–2019      |
| Deutschland | Fußball  | Karlsruher SC          | 2015–2019      |
| Deutschland | Fußball  | Bayer 04 Leverkusen    | 2016–2022      |
| Deutschland | Fußball  | FC Energie Cottbus     | 2017–2023      |

## Auszeichnungen
Im Jahr 2014 erhielt Jako den vom Fernsehsender n-tv verliehenen „Hidden Champion Award“ in Silber. Die Jury teilte zur Begründung mit: „Jako (…) verfolgt ein kontinuierliches und gesundes Wachstum. Aber nicht nur die Markenführung überzeugt, auch das gesellschaftliche Engagement ist Teil der Unternehmensphilosophie.“
Im Jahr 2014, 2016 und 2018 wählten die deutschen Sportfachhändler das Unternehmen auf den ersten Platz im „Leistungsspiegel“ des Fachhandelsmagazins „markt intern“. Die Sportfachhändler vergaben die Noten in verschiedenen Kategorien wie Design, Betreuung und Lieferfähigkeit. Im vergleichbaren Ranking „Die Besten“ des Fachhandelsmagazins SAZ belegte Jako im Jahr 2020 ebenfalls Rang 1 vor allen anderen Marken aus der Teamsport-Branche.

### Medienpräsenz
Im Herbst 2009 erregte Jako mediale Aufmerksamkeit. Jako hatte einen Blogger abgemahnt, der sich abfällig über ein neues Logo äußerte. In weiterer Folge verlangte Jako die Zahlung einer Vertragsstrafe, nachdem der beanstandete Text von einem Nachrichtenaggregator reproduziert wurde. Nach öffentlicher Kritik hauptsächlich in Online-Medien und der Blogosphäre verzichtete Jako auf finanzielle Forderungen gegenüber dem Blogger. Bei einem Besuch des Bloggers in Hollenbach schlossen das Unternehmen und der Blogger mit dem Fall ab. Das Weblog „Netzpolitik.org“ schrieb Ende 2009 in einer Nachbetrachtung: „Rudi Sprügel bedauerte, dass sich die ‚Auseinandersetzung unnötigerweise so aufgeschaukelt hat‘. Es sei unglücklich gewesen, nicht sofort auf die Anfragen von Bloggern und Journalisten zu reagieren: ‚Wir haben ja schließlich nichts zu verbergen‘“.

### Schadstoffe
Die Stiftung Warentest untersuchte am 6. November 2009 Fußball-Fantrikots, darunter auch die Trikots des von Jako ausgestatteten Fußball-Bundesligisten Eintracht Frankfurt. Die Stiftung Warentest hatte im aufgeschäumten Sponsorenaufdruck auf den rot-schwarzen Heimtrikots der Saison 2009/2010 Weichmacher beanstandet, die für Textilien zwar zulässig, für Spielzeug aber in der EU verboten sind. Aufgrund dieser hohen Schadstoffbelastung schnitten die Trikots mit „mangelhaft“ ab und wurden daher von Eintracht Frankfurt kurzfristig aus dem Verkauf genommen. Da im Test ausschließlich Kindertrikots bewertet wurden, wiesen die Tester darauf hin, dass ihrer Meinung nach die Verwendung von Phthalaten (Weichmachern) auch auf diesen verhindert werden sollte. Das Trikot war ansonsten unbedenklich und erhielt in allen weiteren schadstoffrelevanten Untersuchungen die Note „sehr gut (0,5–1,5)“.